# Mina ja Murri
Mina ja Murri (russisch Я и Мурри; zu deutsch „Ich und Murri“) ist der Titel eines estnischen Puppentrickfilms in Farbe aus dem Jahr 1961.

## Handlung
Das Hündchen Murri ist der treuste Freund des kleinen Filmhelden. Der Junge hat den großen Traum, einen riesigen Fisch zu fangen. Aber am Ufer des Sees stellt sich heraus, dass er noch nie geangelt hat. Die beiden Freunde müssen daher bei ihren Bemühungen zahlreiche Rückschläge einstecken... Mit gesenktem Kopf kehrt der gescheiterte Fischer nach Hause zurück.

## Produktion
Regisseur des Trickfilms für Schulkinder war Elbert Tuganov (1920–2007). Mina ja Murri war Tuganovs fünfter Film. Mit dem vorherigen Puppentrickfilm Ott kosmoses („Ott im Kosmos“) hatte Tuganov seinen Durchbruch als Filmemacher sowohl innerhalb der Sowjetunion als auch international geschafft.
Mit Mina ja Murri wurde endgültig die Puppentrickfilm-Produktion als feste Tradition bei Tallinnfilm etabliert.